# EIF2B4
EIF2B4‏ (Eukaryotic translation initiation factor 2B subunit delta) هوَ بروتين يُشَفر بواسطة جين EIF2B4 في الإنسان.